# Boško Šiljegović
‎
Boško Blagoja Šiljegović, bosanskohercegovski general, partizan, politični komisar, enciklopedist in narodni heroj, * 6. maj 1915, Mirkovac (Bosanska Dubica), † 2. marec 1990.

## Življenjepis
Pred drugo svetovno vojno je bil študent filozofije. Septembra 1940 je postal član KPJ.
Ob pričetku NOG je vstopil med partizane in postal sprva politični komisar 2. krajinskega odreda, 5. krajiške brigade, 4. krajiške divizije, 8. korpusa in 4. armade.
20. decembra 1951 je bil razglašen za narodnega heroja.
Bil je glavni urednik 1. izdaje Vojne enciklopedije.